# Eclectic
| Críticas profissionais | Críticas profissionais |
| Avaliações da crítica  | Avaliações da crítica  |
| Fonte                  | Avaliação              |
| ---------------------- | ---------------------- |
| Allmusic.com           | [ 1 ]                  |

|-
Eclectic é o primeiro álbum da parceria entre os guitarristas estadunidenses Eric Johnson e Mike Stern. Na discografia individual de cada músico, este é o nono álbum de estúdio de Eric Johnson, e o 16o álbum da carreira de Stern.
O álbum foi lançado no dia 27 de agosto de 2014, sob o selo Concord Music Group.

## O Álbum
As sessões de gravação do álbum aconteceram ao vivo, em poucos dias, no estúdio de Johnson, e poucas correções foram feitas posteriormente.
O repertório é essencialmente instrumental e composto praticamente por faixas já conhecidas da carreira de ambos. De Stern, destaques para as versões de “Roll With In”, e “Remember”. De Johnson, vale citar “Tidal” e “Dry Ice”, da época do The Electromagnets. Além delas, destaca-se ainda a única releitura do álbum: "Red House", do mestre Jimi Hendrix, que conta com Stern nos vocais.

## Faixas
| N.º            | Título                         | Compositor(es) | Duração  |  |
| 1.             | "Roll with It"                 | Mike Stern     | 5:23     |  |
| 2.             | "Remember"                     | Mike Stern     | 6:27     |  |
| 3.             | "Benny Man's Blues"            | Eric Johnson   | 4:29     |  |
| 4.             | "Wishing Well"                 | Mike Stern     | 7:38     |  |
| 5.             | "Big Foot (With Intro)"        | Chris Maresh   | 7:07     |  |
| 6.             | "Tidal"                        | Eric Johnson   | 5:27     |  |
| 7.             | "You Never Know"               | Mike Stern     | 6:41     |  |
| 8.             | "Dry Ice"                      | Bill Maddox    | 6:51     |  |
| 9.             | "Sometimes"                    | Mike Stern     | 8:07     |  |
| 10.            | "Hullabaloo"                   | Eric Johnson   | 3:11     |  |
| 11.            | "Wherever You Go (With Intro)" | Mike Stern     | 6:06     |  |
| 12.            | "Red House"                    | Jimi Hendrix   | 4:51     |  |
| Duração total: | Duração total:                 | Duração total: | 01:12:18 |  |

## Créditos Musicais
- Eric Johnson - guitarras e vocais
- Mike Stern - guitarras e vocais
- Chris Maresh - baixo
- Anton Fig - baterias
- Malford Milligan - Vocais em "Roll With it"
- Christopher Cross - Vocais em "Wishing Well"
- Leni Stern - N'goni, vocais em "Big Foot" e "Wherever You Go"
- Wayne Salzmann II - Percussão em "Remember"
- Guy Forsyth - Harmonica em "Red House"
- James Fenner - Percussão em "Remember"
- Mike Mordecai - Trombone em "Hullabaloo"
- Andrew Johnson - Trompete em "Hullabaloo"
- John Mills - Saxofone em "Hullabaloo"
- Max Crace - Album Cover Design
- Andrew Pham - Package Design
- Kelly Donnelly - Mixing
- Paul Blakemore - Mastering
- Josh Johnson - Assistant Engineer

## Desempenho nas Paradas Musicais

### Álbum
| Ano  | Ranking          | Posição | Ref.  |
| ---- | ---------------- | ------- | ----- |
| 2014 | Jazz Albums      | #3      | [ 5 ] |
| 2014 | Top Blues Albums | #3      | [ 5 ] |
| 2015 | Jazz Albums      | #3      | [ 5 ] |
| 2015 | Top Blues Albums | #3      | [ 5 ] |